# Baumbank (Gartenbank)

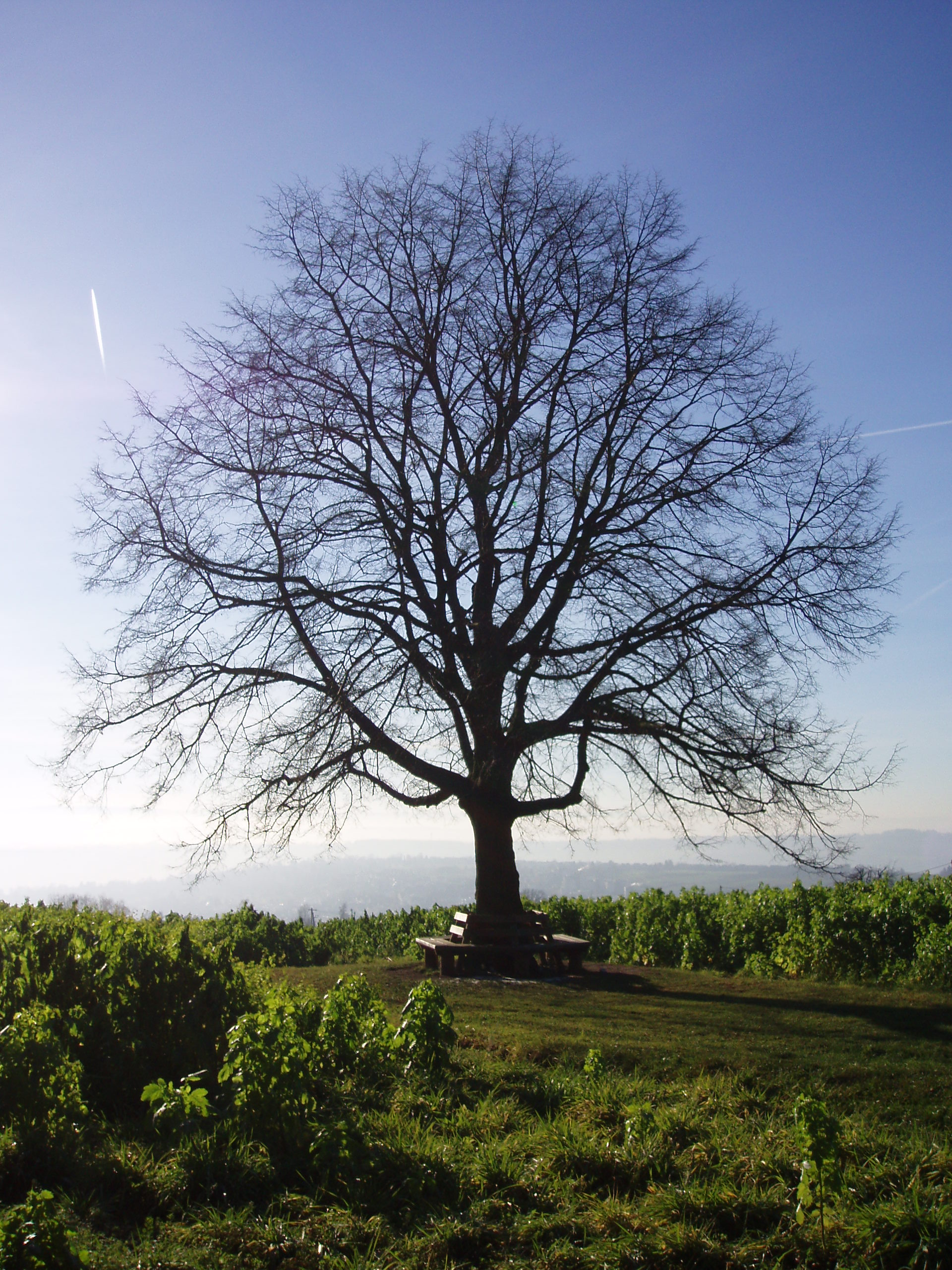
Baumbank bei der Katharinenlinde

Bei einer Baumbank handelt es sich um eine Bank, welche komplett oder zu Teilen um einen Baum gebaut wird. Typischerweise findet man Baumbänke in Gärten, aber auch in Parkanlagen. Besonders ältere Schlossgärten sind bekannt für nostalgisch prunkvoll verzierte Baumbänke aus Metall.
Die moderne Baumbank hingegen besteht meistens aus Holz. Da Baumbänke ganzjährig draußen stehen, wird beim Bau auf die Verwendung von resistenten Holzarten geachtet. Typische Holzarten sind Teak, Eukalyptus oder Bangkiraiholz.
Baumbänke aus Metall hingegen verwenden meist Eisen als Werkstoff oder pulverbeschichteten Stahl. Um Rost vorzubeugen, werden manche Metalle zusätzlich noch mit einem Schutzlack angestrichen.
Den Begriff „Baumbank“ verwendet man auch für einfach gebaute Bänke, deren Sitzfläche aus einem Teil eines längs halbierten Baumstammes besteht.